# Akarma
Akarma (en àrab عكرمة, ʿAkarma; en amazic ⵄⴽⴰⵔⵎⴰ) és una comuna rural de la província de Rehamna, a la regió de Marràqueix-Safi, al Marroc. Segons el cens de 2014 tenia una població total de 5.171 persones.